# Paiva (fiume)
Il fiume Paiva è un affluente del fiume del Douro in Portogallo.

## Corso del fiume
Nasce nella Serra de Leomil nella freguesia di Pêra Velha appartenente al comune di Moimenta da Beira e scorre per 111 km prima di sfociare nel fiume Douro  vicino a Castelo de Paiva.

È stato considerato il fiume meno inquinato del Portogallo ed è ancora oggi un posto dove le trote depongono le uova.
È classificato fra i siti di importanza comunitaria del progetto Natura 2000.

## Affluenti
- fiume Ardena
- fiume Côvo
- fiume de Frades
- fiume Mau
- fiume Paivó
- fiume Sonso
- fiume Teixeira
- fiume Tenente
- fiume Vidoeiro